# Kruger (Familienname)
Kruger ist ein Familienname. Zu Herkunft und Bedeutung siehe Krüger.

## Namensträger
- A. G. Kruger (* 1979), US-amerikanischer Hammerwerfer
- Alma Kruger (1868 oder 1871–1960), US-amerikanische Schauspielerin
- Anita Kruger (* 1977), namibische Schwimmerin
- Barbara Kruger (* 1945), US-amerikanische Künstlerin
- Diane Kruger (Diane Heidkrüger; * 1976), deutsche Schauspielerin
- Ehren Kruger (* 1972), US-amerikanischer Drehbuchautor und Produzent
- Eljonè Kruger (* 1998), südafrikanische Leichtathletin
- Frantz Kruger (* 1975), südafrikanisch-finnischer Diskuswerfer
- George Kruger Gray (1880–1943), britischer Künstler, Medailleur und Designer
- Harold Kruger (1897–1965), US-amerikanischer Schwimmer und Stuntman
- Heli Koivula Kruger (* 1975), finnische Leichtathletin
- Isabella Kruger (* 2005), südafrikanische Tennisspielerin
- Jeff Kruger (1931–2014), britischer Clubbesitzer und Musikmanager
- Jerry Kruger, US-amerikanische Jazzsängerin
- Jimmy Kruger (1917–1987), südafrikanischer Politiker
- Joannette Kruger (* 1973), südafrikanische Tennisspielerin
- Jules Kruger (1891–1959), französischer Kameramann
- Justin Kruger, US-amerikanischer Sozialpsychologe und Hochschullehrer
- Kelly Kruger (* 1982), kanadische Schauspielerin
- Marise Kruger (* 1958), südafrikanische Tennisspielerin
- Michael J. Kruger, US-amerikanischer presbyterianischer Theologe und Neutestamentler
- Nada Kruger (* 1960), namibische Diplomatin
- Niku Kruger (* 1991), US-amerikanischer Rugby-Union-Spieler
- Otto Kruger (1885–1974), US-amerikanischer Schauspieler
- Paul Kruger (Ohm Krüger; 1825–1904), südafrikanischer Politiker
- Paul Kruger (Schauspieler) (1895–1960), US-amerikanischer Schauspieler
- Paul Kruger (Footballspieler) (* 1986), US-amerikanischer American-Football-Spieler
- Ruben Kruger (1970–2010), südafrikanischer Rugbyspieler
- Stefan Kruger (* 1966), südafrikanischer Tennisspieler
- Sven Kruger (* 1964), italienischer Schauspieler
- Tiffany Kruger (* 1987), südafrikanische Kanutin
- Tim Kruger (1981–2025), deutscher Pornodarsteller und -regisseur
- Zoë Kruger (* 2002), südafrikanische Tennisspielerin